# عاسی کوهن
عاسی کوهن (عبری: אסי כהן‎؛ زادهٔ ۱۰ اکتبر ۱۹۷۴) بازیگر و بازیگر تلویزیون اهل اسرائیل است.
از فیلم‌ها یا برنامه‌های تلویزیونی که وی در آن نقش داشته‌است می‌توان به یوسی و جاگر اشاره کرد.